# Жан-Поль Рув
Жан-Поль Рув(фр. Jean-Paul Rouve, 26 січня 1967, Дюнкерк, Франція) — французький актор, кінорежисер, сценарист та продюсер.

## Біографія
Жан-Поль Рув народився 26 січня 1967 року у місті Дюнкерк на півночі Франції, (регіон Нор-Па-де-Кале, департамент Нор, Нормандія). Вперше з'явився на великому екрані у складі комічної трупи «Робін Гуди», а також зіграв невеличку роль у французькому телевізійному серіалі «Жулі Лєско».
Навчався у Центрі Драматичного мистецтва в Па-де-Кале, у віці 22-х років відвідував паризькі Курси Ізабель Нанті. В театрі він грав у п'єсах Дідро, Мольєра і Джона Форда, а згодом сам ставив спектаклі за Теннессі Вільямсом та Альфредом де Мюссе.

## Творчість
Рув три роки виступав у складі комічної трупи «Робін Гуди», створеній Домініком Фарруджа — у скетчах на каналі «Комедія!». У 2000 році актор перейшов на престижний Canal+, цей перехід дозволив акторові забути про приробіток у серіалах.

## Фільмографія
Паралельно — з 1998 — Рув починає зніматися в кіно. Абсолютно всі, на перший погляд, непомітні дебюти за його участю («Серійна коханка», «Карнавал», «Хлопчик-мізинчик») доволі неочікувано стали національними хітами, а «Танги» з «Астеріксом» — взагалі блокбастерами.
У 2002 році він зіграв роль П'єра Жана Лямура у комедійній драмі Жерара Жуньо «Monsieur Batignole» («Чужа рідня»). За цю роль артист отримав «Сезар» як «найкращий актор другого плану».
Пізніше на екранах з'явилися такі фільми за участю Рува, як «Mon idole» («Як скажеш») та «Moi César, 10 ans 1/2, 1m39» («Я Цезар»).
У 2003 році актор знявся у музичній комедії Яна Муа «Podium» («Подіум»). За роль у цій стрічці він отримав номінацію на премію «Сезар» як найкращий актор другого плану. У 2004 Рув зіграв у комедії «RRRrrrr!!!» («Мільйон років до нашої ери»). Фільм чекала велика комерційна невдача.
Згодом фільмографія артиста поповнилася роботами у таких стрічках, як «Un long dimanche de fiançailles» («Тривалі заручини»), «Boudu» («Добре, як голому в кропиві»), «Arthur et les Minimoys» («Артур та мініпути»), «L'île au(x) trésor(s)» («Острів скарбів»), «Les aventures extraordinaires d'Adèle Blanc-Sec» («Незвичайні пригоди Адель») і «Arthur et la guerre des deux mondes» («Артур та війна двох світів»).
У 2008 році Жан-Поль Рув дебютував як режисер з картиною «Sans arme, ni haine, ni violence» («Без зла, без крові, без ствола»).
Сам Жан-Поль привселюдно заявив, що пусті комедії — не для нього.